# Arne Furumark
Arne Furumark (geboren am 26. September 1903; gestorben am 6. Oktober 1982) war ein schwedischer Klassischer Archäologe.
Furumark war Spezialist für Kunst und Keramik der späten ägäischen Bronzezeit. Sein Hauptwerk zur Chronologie mykenischer Keramik erschien 1941 in zwei Bänden. Er strukturierte hierbei das Keramikmaterial unter formalen Gesichtspunkten nach Gefäßtypen. Gerechtfertigt schien ihm diese Methode, weil er dem menschlichen Geist und menschlicher Kultur ein großes Beharrungsvermögen unterstellte, unter dessen Einfluss sich Veränderung nur schrittweise bemerkbar mache. Das Werk ist immer noch ein Standardwerk zur mykenischen Keramik und die von Furumark definierten Typen von Furumark 1 bis 333 werden immer noch international bei der Beschreibung minoischer und mykenischer Keramik benutzt.
Nach dem Zweiten Weltkrieg setzte er in seinem Buch Det Äldsa Italien mit neuen Forschungsansätzen zur Vorgeschichte Italiens neue Maßstäbe. In den Jahren 1947 und 1948 führte er Ausgrabungen im zyprischen Sinda durch, deren Ergebnisse 2003 von Charles M. Adelman veröffentlicht wurden. 1950 erschien sein umfangreicher Artikel The Settlement at Ialysos and Aegean History c. 1550-1400 B.C. in den Opuscula Archaeologica. 1952 wurde er Professor für Archäologie an der Universität Uppsala. Als einer der ersten nutzte Furumark die erfolgreiche Entzifferung der Linearschrift B durch Michael Ventris für seine Forschungen. In den Jahren 1956/1957 war er neben seiner Professur in Uppsala Direktor des Svenska institutet i Athen, der schwedischen archäologischen Schule in Athen. 1962–1963 führte er weitere Ausgrabungen in Zypern durch. 1970 wurde er emeritiert.

## Publikationen (Auswahl)
- The Settlement at Ialysos and Aegean History c. 1550-1400 B.C.  In: Opuscula Archaeologica. Band 6, 1950, S. 150–271.
- The Chronology of Mycenaean Pottery. Kungl. Vitterhets, historie och antikvitets akademien, Stockholm 1941. Neuauflage als: Mycenaean Pottery. Band 1: Analysis and Classification. Acta Instituti Atheniensis Regni Sueciæ, Astrom 1972 und 1992.
- The Mycenaean Pottery, Analysis and Classification. Kungl. Vitterhets, historie och antikvitets akademien, Stockholm 1941. Neuauflage als: Mycenaean Pottery. Band 2: Chronology. Acta Instituti Atheniensis Regni Sueciæ, Astrom 1972 und 1992.
- mit Charles M. Adelman: Swedish Excavations at Sinda, Cyprus: Excavations Conducted by Arne Furumark 1947–1948. Paul Åströms Förlag, Stockholm 2003.